# Bogdan Felski
Bogdan Adam Felski (ur. 8 kwietnia 1956 w Gdańsku) – polski robotnik i związkowiec, działacz opozycji demokratycznej w okresie PRL.

## Życiorys
W 1974 ukończył Zasadniczą Szkołę Budowy Okrętów w Gdańsku. Pracował jako monter w Stoczni Gdańskiej im. Lenina. Należał do aktywistów Wolnych Związków Zawodowych Wybrzeża, zajmował się dystrybucją wydawnictw niezależnych.
14 sierpnia 1980 razem z Bogdanem Borusewiczem, Ludwikiem Prądzyńskim i Jerzym Borowczakiem zainicjował strajk w Stoczni Gdańskiej. Po powołaniu NSZZ „Solidarność” został członkiem komisji zakładowej związku. Był szefem ochrony jednej ze zmian podczas I Krajowego Zjazdu Delegatów. W chwili wprowadzenia stanu wojennego przebywał z delegacją związkową w Bremie, pozostał na emigracji w Niemczech. Współpracował z Biurem Informacyjno-Koordynacyjnym „S” w Bremie, zajmował się przerzutami materiałów poligraficznych dla działaczy podziemnych struktur związku.
Uhonorowany tytułem honorowego obywatela Gdańska (2000). W 2006 odznaczony Krzyżem Oficerskim Orderu Odrodzenia Polski.